# STL-1A
STL-1A — вьетнамский модернизированный вариант автомата Калашникова.

## История
После окончания в 1975 году Вьетнамской войны на вооружении Вьетнамской Народной армии находилось стрелковое оружие нескольких различных систем под разные боеприпасы (в том числе, советские и китайские автоматы Калашникова нескольких модификаций). После сокращения численности вооружённых сил до уровня мирного времени военно-политическим руководством страны было принято решение о стандартизации вооружения, и основным типом стрелкового оружия стали 7,62-мм автоматы АКМ и «тип 56» (небольшое количество полученных в виде военной помощи автоматов PM md. 63/65 румынского производства и автоматов АК венгерского производства также сняли с вооружения, но они были оставлены на хранении на складах мобилизационного резерва).
В январе 2014 года был заключён контракт с израильским концерном «Israel Weapon Industries» на создание во Вьетнаме производства 7,62-мм автоматов Galil ACE (Galil ACE 31 и Galil ACE 32) на заводе Z111 в городе Тханьхоа.
В сентябре 2015 года стало известно о том, что во Вьетнаме разрабатывается собственный модернизированный вариант автомата АКМ, получивший наименование STL-1A. В начале ноября 2018 года на оружейной выставке «Indo Defence 2018» в Джакарте (Индонезия) были представлены автомат STL-1A и автомат STL-1B.
5 ноября 2019 года министерство обороны Вьетнама сообщило, что завод Z111 начал массовую модернизацию автоматов Калашникова для вооружённых сил страны.

## Описание
Автомат STL-1A представляет собой конструктивный аналог АК-103, разработанный с учётом опыта производства и эксплуатации автоматов Galil ACE.
В ходе модернизации автоматов АК, АКМ и «тип 56» до уровня STL-1A оружие проходит капитальный ремонт, в дальнейшем металлические детали получают новое антикоррозионное покрытие. На дульную часть ствола устанавливается двухкамерный пламегаситель по образцу АК-74. Пистолетную рукоять, деревянное цевье и приклад заменяют на пластмассовое цевье, более удобную пластмассовую рукоять и новый приклад (либо постоянный пластмассовый, либо складной металлический от Galil ACE).
В результате модернизации продлевается срок службы оружия, улучшаются его тактико-технические и эксплуатационные свойства: новое цевье позволяет устанавливать подствольные гранатомёты М203 (некоторое количество гранатомётов М203 осталось во Вьетнаме после окончания Вьетнамской войны и позднее их изготовление было освоено в стране).
Предусматривается возможность дооснащения модернизированных автоматов глушителем звука выстрела, а также оптическими и оптико-электронными прицелами. Стандартным прицелом является прицел NV/S — AK вьетнамского производства.

## Варианты и модификации
- STL-1A
- STL-1B — вариант STL-1A с прицельной планкой Пикатинни на крышке ствольной коробки

## Страны-эксплуатанты
- Вьетнам[6]